# 692 Hippodamia
Hippodamia è un asteroide della fascia principale del diametro medio di circa 45,9 km. Scoperto nel 1901, presenta un'orbita caratterizzata da un semiasse maggiore pari a 3,3826310 UA e da un'eccentricità di 0,1710311, inclinata di 26,10515° rispetto all'eclittica.
Stanti i suoi parametri orbitali, è considerato un membro della famiglia Cibele di asteroidi.
Il suo nome fa riferimento a Ippodamia, figura della mitologia greca e figlia di Enomao.